# Desa Sirnoboyo (administrativ by i Indonesien, Jawa Tengah, lat -8,02, long 110,88)
Desa Sirnoboyo är en administrativ by i Indonesien.   Den ligger i provinsen Jawa Tengah, i den västra delen av landet, 500 km öster om huvudstaden Jakarta.